# Dánszentmiklós, Pesta
Dánszentmiklós  este un sat în districtul Cegléd, județul Pesta, Ungaria, având o populație de 2.867 de locuitori (2011). 

## Demografie
Componența etnică a satului Dánszentmiklós
     Maghiari (96,72%)
     Români (1,27%)
     Necunoscut (0,91%)
     Alții (1,11%)
Componența confesională a satului Dánszentmiklós
     Romano-catolici (45,8%)
     Fără religie (10,36%)
     Luterani (7,74%)
     Reformați (7,25%)
     Necunoscută (27,9%)
     Alte religii (2,27%)
Conform recensământului din 2011, satul Dánszentmiklós avea 2.867 de locuitori. Din punct de vedere etnic, majoritatea locuitorilor (96,72%) erau maghiari, cu o minoritate de români (1,27%). Apartenența etnică nu este cunoscută în cazul a 0,91% din locuitori. Nu există o religie majoritară, locuitorii fiind romano-catolici (45,8%), persoane fără religie (10,36%), luterani (7,74%) și reformați (7,25%). Pentru 27,9% din locuitori nu este cunoscută apartenența confesională.